# Hazacy
Hazacy (Chazacy, Hazaki, także Leśniacy) – grupa etnograficzna ludności polskiej zamieszkująca obszar powiatu rawickiego między rzeką Orlą a Dąbroczną, dawniej w powiecie krobskim.

## Historia i geografia
Grupa ta osiedliła się w XVI i XVII wieku na wykarczowanych terenach (ostępach leśnych) części puszczy pogranicznej, po obu brzegach rzeki Orli. Większość z nich była osadnikami śląskimi.
Wsie hazackie stanowią w Wielkopolsce odrębną grupę językową, którą charakteryzuje m.in. mazurzenie. Podobnie jak Wendowie, odróżniają się od pozostałych grup wielkopolskich pewnymi odrębnymi cechami kulturowymi. 
Jak podają źródła, historyczny strój ludowy Hazaków był bardzo podobny do śląskich strojów ludowych. Szczególnie nawiązywał do niego ubiór kobiet, a najbardziej czepki.
Jerzy Burchardt przedstawił, że terytorium zamieszkałe przez Hazaków nosi nazwę Hazy, a jego główną miejscowością jest Zielona Wieś. Publikacja prof. Henryka Nowaka z 1970 roku podaje, że Hazacy występowali w następujących wsiach:. Zielona Wieś, Wydawy, Stwolno, Łąkta, Ugoda, Zawady (tzw. Hazy właściwe), a także:Chojno, Golejewko, Słupia Kapitulna, Sworowo, Szkaradowo. Muzeum Ziemi Rawickiej podaje także inne wsie hazackie: Kubeczki, Niedźwiadki, Podborowo.
Od 2002 roku w Szymanowie odbywają się Hazackie Spotkania Kapel Ludowych im. Anny i Franciszka Brzeskotów, będące lokalnym przeglądem zespołów folklorystycznych.
Ludność ta została osadzona na terenie dzisiejszych Hazów nie wcześniej niż w 2. połowie XVI wieku, ale na pewno przed 1580 r., gdy po raz pierwszy w rejestrze podymnego odnotowano wzmiankę o Zielonej Wsi.
Jeszcze przed I wojną światową Hazacy zawierali małżeństwa tylko między sobą, nie mieszając się z sąsiednimi grupami. Z tego powodu sąsiedzi Hazaków mieli do nich lekceważący stosunek, uznając ich za ludzi zacofanych. Dla przykładu istniało pogardliwe przysłowie: „W Słupi lud głupi – żenią się jeno między sobą”.

## Etnonimia
Ludwik Józef Gomolec podawał, że etnografowie starszego pokolenia wywodzili nazwę Hazacy od ubioru pierwszych osadników, którzy mieli nosić na wierzchu długą szatę zwaną hazuka. Słowniki podają, że hazuka oznaczała dawniej długą szatę do pięt, a także powszechnie używaną szatę w XVI wieku.
Wielkopolscy sąsiedzi Hazaków, stosowali nazwy Leśniacy od XVI wieku do ok. 1840 r. Sami Hazacy nazywali siebie Lasakami (lasouki). Od początku lat 40. XIX wieku wielkopolscy sąsiedzi zaczęli złośliwie używać apelatywu hazouki.
Jerzy Burchardt podawał, że w okresie posiadania dóbr wsi Golejewko, Golejewo, Olbina przez niemieckiego barona Wieganda Adolfa von Gersdorffa tj. w latach 1841–1843 – mógł przyjąć się wśród ludności spolszczony apelatyw hazouki, pochodzący od niemieckiego wyrazu Hase (zając). W okresie tym ów baron, będący szambelanem królewskim, urządzał polowania z naganiaczami chłopskimi tego obszaru, których miał tak nazywać.
Ludwik Gomolec podkreślał, że omawiany etnonim należy pisać Hazacy, a nie Chazacy. Przedstawiał także, że pierwsza pisownia wydaje się wcześniejsza i bardziej uzasadniona niż druga, która wydaje się nowsza.

## Kuchnia
Hazacy wytworzyli regionalną kuchnię, dla której charakterystyczne były warówki (kluski z kaszy jaglanej gotowane na mleku, poza postami spożywane z kapustą kiszoną i skwarkami z boczku), żur hazacki, czernina łaszczyńska, czy nalewka wiśniowa. W Wielki Czwartek kultywowany jest do dziś obyczaj palenia żuru. Tradycje kuchni hazackiej pielęgnuje Koło Gospodyń Wiejskich Fajne Babki w Zawadach.